# Blue-eyed soul
Blue-eyed soul (também conhecido como white soul) é um termo em inglês da mídia usado para descrever o rhythm and blues e soul music tocado por artistas brancos. O termo foi usado pela primeira vez em meados de 1960 para descrever os artistas brancos tocando R&B muito semelhante as músicas das gravadoras Motown e Stax. O termo foi um tanto controverso durante a segregação racial em 1960 a América no surgimento do gênero musical na cultura da música popular.
O termo continuou a ser usado nas décadas de 1970 e 1980, particularmente pela imprensa musical britânica, para descrever a nova geração de cantores brancos que adotaram os elementos clássicos da soul music. Em menor grau, o termo tem sido aplicado a cantores de outros estilos musicais que são influenciadas pela soul music, tais como a música urbana e o hip-hop soul.

## A
- Adele[4]
- Amy Winehouse[4]
- Anastacia[5]
- The Animals[6]
- Average White Band[7]
- Alessia Cara[8]

## B
- Bill Deal[9]
- Bee Gees[10]
- Boy George[11]
- The Box Tops[7][12]
- Boz Scaggs[13][7]

## C
- Christina Aguilera[13]
- Chris Clark[14]
- Chris Farlowe[15]
- The Commitments[12]
- Conner Reeves[16]
- Culture Club[13][11]

## D
- David Bowie[4][13][7]
- Dion[12]
- Dusty Springfield[4][13][17]
- The Doobie Brothers[18]
- Duffy[4]

## E
- Elton John[13][19]

## F
- The Flaming Ember[20]
- John Fred[9]

## G
- Gabriella Cilmi[4]
- George Michael[4][13][21]

## H
- Hall & Oates[4][13][21][7]

## J
- Jason Mraz[22]
- Joe Cocker[12]
- Jon B.[23]
- John Németh[24]
- Johnny Rivers[12]
- Joss Stone[23]
- Justin Timberlake[13]

## L
- Len Barry[25]
- Lewis Capaldi

## M
- Michael Bolton[26]
- Michael McDonald[13][27]
- Mitch Ryder[7][14]

## P
- Paul Carrack[28]
- Paul Young[21][29]

## R
- The Rascals[4][7][14]
- Rick Astley[21]
- The Righteous Brothers[4][13][14]
- Robin Thicke[13][23][30]
- Robert Palmer[13][7]
- Rod Stewart[4]
- Roy Head[13][7]

## S
- Simply Red[4][13][31]
- The Soul Survivors[32]
- The Spencer Davis Group[33]
- Spandau Ballet
- Steve Winwood[6][23]

## T
- Taylor Hicks[34]
- Teena Marie[13][23]
- Three Dog Night[35]
- Todd Rundgren[13]
- Tom Jones[12]
- Tony Joe White[7]

## V
- Van Morrison[36]

## W
- Wayne Cochran[37]
- Wild Cherry[16][38]